# Campeonato Italiano de Futebol de 1906 – Primeira Divisão
A Primeira Divisão do Campeonato Italiano de Futebol de 1906, também conhecida oficialmente como Prima Categoria de 1906, foi a 9.ª edição da principal divisão do Campeonato Italiano de Futebol.
A competição foi organizada pela Federazione Italiana Football — FIF (atual FIGC) e realizou-se de 7 de janeiro a 6 de maio de 1906.
O título de campeão ficou com o Milan, que venceu a Juventus no jogo de volta do desempate e levantou seu segundo trófeu do certame.

## Resultados

### Fase regional
| 7 de janeiro | Genoa | 3 — 1 | Andrea Doria |  |  |
|              |       |       |              |  |  |

| 14 de janeiro | Andrea Doria | 0 — 1 | Genoa |  |  |
|               |              |       |       |  |  |

| 7 de janeiro | Milan | 4 — 3 | US Milanese |  |  |
|              |       |       |             |  |  |

| 14 de janeiro | US Milanese | 1 — 2 | Milan |  |  |
|               |             |       |       |  |  |

### Fase final
| 21 de janeiro | Genoa | 1 — 1 | Juventus |  |  |
|               |       |       |          |  |  |

| 4 de março | Genoa | 2 — 2 | Milan |  |  |
|            |       |       |       |  |  |

| 11 de março | Juventus | 2 — 1 | Milan |  |  |
|             |          |       |       |  |  |

| 1 de abril | Juventus | 2 — 0 | Genoa |  |  |
|            |          |       |       |  |  |

| 8 de abril | Milan | 2 — 0 | Genoa |  |  |
|            |       |       |       |  |  |

| 22 de abril | Milan | 1 — 0 | Juventus |  |  |
|             |       |       |          |  |  |

| \| Pos. \| Equipe \| PG \| J \| V \| E \| D \| GP \| GS \| SG \| Classificação \| \| ---- \| -------- \| -- \| - \| - \| - \| - \| -- \| -- \| -- \| ----------------- \| \| 1 \| Milan \| 5 \| 4 \| 2 \| 1 \| 1 \| 6 \| 4 \| 2 \| Jogo de desempate \| \| 1 \| Juventus \| 5 \| 4 \| 2 \| 1 \| 1 \| 5 \| 3 \| 2 \| Jogo de desempate \| \| 3 \| Genoa \| 2 \| 4 \| 0 \| 2 \| 2 \| 3 \| 7 \| −4 \| \| |          |    |   |   |   |   |    |    |    |                   |
| Pos. | Equipe   | PG | J | V | E | D | GP | GS | SG | Classificação     |
| 1 | Milan    | 5  | 4 | 2 | 1 | 1 | 6  | 4  | 2  | Jogo de desempate |
| 1 | Juventus | 5  | 4 | 2 | 1 | 1 | 5  | 3  | 2  | Jogo de desempate |
| 3 | Genoa    | 2  | 4 | 0 | 2 | 2 | 3  | 7  | −4 |                   |

| 29 de abril | Juventus | 0 — 0 | Milan |  |  |
|             |          |       |       |  |  |

| 6 de maio | Milan | 2 — 0 | Juventus |  |  |
|           |       |       |          |  |  |

## Premiação
| Campeonato Italiano de Futebol de 1906 Primeira Divisão |
| ------------------------------------------------------- |
| Associazione Calcio Milan Campeão (2.º título)          |